# Santi patroni cattolici dei comuni della Sicilia
Lista di santi patroni cattolici di comuni della Sicilia:

## Regione Sicilia
- Maria SS. Immacolata (Patrona Principale della Sicilia)
- Madonna Odigitria (Antica Patrona della Sicilia)
- San Francesco di Paola (vice patrono in perpetuo della Sicilia)

## Provincia di Agrigento
- Agrigento: San Gerlando vescovo (patrono), San Calogero eremita (protettore).
- Alessandria della Rocca: Maria Santissima del Pilerio.
- Aragona: Maria Santissima del Rosario.
- Bivona: Santa Rosalia vergine.
- Burgio: Sant'Antonio Abate.
- Calamonaci: San Vincenzo Ferreri.
- Caltabellotta: San Pellegrino vescovo (patrono), Santissimo Crocifisso e Maria Santissima dei Miracoli (protettori).
- Camastra: San Biagio vescovo e martire.
- Cammarata: Maria Santissima di Cacciapensieri (Celeste Imperatrice di Cammarata e San Giovanni Gemini), San Nicola di Bari vescovo (Patrono), Santa Rosalia (Compatrona)
- Campobello di Licata: San Giovanni Battista (patrono), Madonna dell'Aiuto (Regina della città).
- Canicattì: San Pancrazio vescovo e martire (patrono), San Diego d'Alcalà (protettore), Maria Santissima Immacolata (regina della Città).
- Casteltermini: San Vincenzo Ferreri.
- Castrofilippo: Sant'Antonio Abate.
- Cattolica Eraclea: San Giuseppe.
- Cianciana: Sant'Antonio di Padova, San Giuseppe (protettore).
- Comitini: San Giacomo apostolo.
- Favara: Sant'Antonio di Padova, San Giuseppe.
- Grotte: Santa Venera vergine e martire.
- Joppolo Giancaxio: San Francesco di Paola.
- Lampedusa: Maria Santissima di Portosalvo, San Gerlando vescovo.
- Licata: Sant'Angelo martire (patrono), San Giuseppe Maria Tomasi (compatrono), madonna di Fatima (regina della città) San Filippo apostolo e San Giacomo il Minore (antichi patroni della città)
- Lucca Sicula: Maria Santissima Immacolata.
- Menfi: Sant'Antonio di Padova.
- Montallegro: San Leonardo abate.
- Montevago: San Domenico abate.
- Naro: San Calogero Eremita.
- Palma di Montechiaro: Maria Santissima del Rosario (patrona), San Giuseppe Maria Tomasi (compatrono).
- Porto Empedocle: San Gerlando vescovo (patrono), Maria Santissima del Buon Consiglio (compatrona).
- Ravanusa : San Vito (Patrono) Sant'Antonio da Padova (compatrono) Maria Assunta (Regina della città).
- Racalmuto: Santa Rosalia Vergine (Patrona) Maria Santissima del Monte (regina e compatrona).
- Raffadali: Santa Oliva Martire (patrona), Maria Santissima Salute degli Infermi (protettrice).
- Realmonte: San Domenico.
- Ribera: San Nicola di Bari Vescovo.
- Sambuca di Sicilia: San Giorgio Martire, Maria Santissima dell'Udienza.
- San Biagio Platani: San Biagio Vescovo e Martire.
- San Giovanni Gemini:Maria Santissima di Cacciapensieri (Celeste Imperatrice di Cammarata e San Giovanni Gemini), San Giovanni Battista (Patrono), Maria Santissima del Monte Carmelo (Regina, castellana di San Giovanni Gemini e Cammarata).
- Santa Elisabetta: Santo Stefano Protomartire.
- Santa Margherita di Belice: Santa Rosalia vergine, Maria Santissima del Rosario.
- Sant'Angelo Muxaro: Sant'Angelo Martire.
- Santo Stefano Quisquina: Santa Rosalia vergine (patrona), San Giacinto Giordano Ansalone (compatrono).
- Sciacca: Maria Santissima del Soccorso (patrona), San Calogero Eremita.
- Siculiana: Santissimo Crocifisso, San Leonardo

## Provincia di Caltanissetta
- Caltanissetta: san Michele Arcangelo (patrono), Santissimo Crocifisso (Signore della Città), Maria Santissima Immacolata (Regina della Città).
- Acquaviva Platani: Santissimo Crocifisso.
- Bompensiere: Santissimo Crocifisso.
- Butera: san Rocco.
- Campofranco: san Giovanni evangelista, san Calogero eremita.
- Delia: santa Rosalia vergine.
- Gela: Maria Santissima d'Alemanna (patrona), Santissimo Crocifisso (compatrono).
- Marianopoli: san Prospero martire.
- Mazzarino: Maria Santissima del Mazzaro, san Francesco d'Assisi.
- Milena: san Giuseppe.
- Montedoro: san Giuseppe, Maria Santissima del Rosario.
- Mussomeli: Maria Santissima dei Miracoli.
- Niscemi: Maria Santissima del Bosco.
- Resuttano: Santissimo Crocifisso (patrono), san Giuseppe (protettore).
- Riesi: Maria Santissima della Catena (patrona), san Giuseppe (patrono), san Giovanni Bosco (compatrono), santa Sabina (compatrona) e san Clemente papa (compatrono).
- San Cataldo: san Cataldo vescovo (patrono), Santissimo Crocifisso (protettore).
- Santa Caterina Villarmosa: Maria Santissima delle Grazie, santa Caterina vergine e martire.
- Serradifalco: san Leonardo abate.
- Sommatino: santa Barbara vergine e martire.
- Sutera: Maria Santissima del Carmelo (patrona), sant'Onofrio eremita (compatrono), san Paolino vescovo (protettore).
- Vallelunga Pratameno: Maria Santissima di Loreto.
- Villalba: San Giuseppe.

## Provincia di Catania
- Catania: Sant'Agata vergine e martire (patrona); sant'Euplio martire, Maria Santissima Immacolata, sant'Apollonia vergine e martire, santi Alfio, Filadelfo e Cirino fratelli martiri (compatroni); Nostra Signora del Monte Carmelo (castellana)
- Aci Bonaccorsi: santo Stefano protomartire.
- Aci Castello: san Mauro abate (patrono), san Giuseppe (compatrono).
  - frazione Aci Trezza: san Giovanni Battista (patrono), Madonna della Buona Nuova - CAUSA NOSTRÆ LÆTITIÆ (compatrona), san Giuseppe (antico patrono).
- Aci Catena: Maria Santissima della Catena (patrona).
  - frazione Aci San Filippo: san Filippo di Agira (patrono)
- Acireale: santa Venera vergine e martire (patrona), Maria Santissima della Purità (compatrona principale), san Camillo de Lellis (compatrono), sant'Espedito martire (compatrono), san Michele Arcangelo (compatrono), san Sebastiano martire (compatrono).
- Aci Sant'Antonio: sant'Antonio abate (patrono), san Vincenzo Ferreri (compatrono).
- Adrano: san Nicolò Politi(compatrono), san Vincenzo martire (patrono).
- Belpasso: Santa Lucia vergine e martire (patrona),
- Biancavilla: Maria Santissima dell'Elemosina (patrona), san Placido martire (compatrono), san Zenone martire (compatrono).
- Bronte: Maria Santissima Annunziata (compatrona), san Biagio vescovo e martire (patrono).
- Calatabiano: san Filippo Siriaco (protettore), san Giorgio martire patrono.
- Caltagirone: san Giacomo maggiore apostolo, Maria Santissima di Conadomini patrona principale, Maria Santissima del Ponte.
  - frazione Granieri: san Giovanni Battista
- Camporotondo Etneo: Sant'Antonio abate.
- Castel di Judica: Maria Santissima delle Grazie.
- Castiglione di Sicilia: Maria Santissima della Catena.
- Fiumefreddo di Sicilia: San Giuseppe, Maria Santissima Immacolata.
- Giarre: sant'Isidoro Agricola (patrono), san Sebastiano martire (compatrono).
  - frazione Macchia: san Vito e Maria SS. della Provvidenza.
  - frazione San Giovanni Montebello: san Giovanni Battista.
  - frazione Trepunti: san Matteo apostolo.
- Grammichele: san Michele Arcangelo e santa Caterina vergine e martire, Immacolata Concezione compatrona.
- Gravina di Catania: sant'Antonio di Padova, santa Rosalia vergine compatrona.
- Licodia Eubea: santa Margherita vergine e martire. S. Antonio Abate (Compatrono)
- Linguaglossa: sant'Egidio abate.
- Maletto: sant'Antonio di Padova, san Vincenzo Ferreri compatrono.
- Maniace: san Sebastiano martire.
- Mascali: san Leonardo di Noblac.

(Frazione) S.Antonino di mascali {Sant’Antonio da Padova}
- Mascalucia: san Vito martire.
- Mazzarrone: san Giuseppe.
- Militello in Val di Catania: Maria SS. della Stella (Principale Patrona "ab Immemorabili"), San Sebastiano ("Patronus Pestis" dal 1575, oggi Compatrono), San Nicola di Bari (Patrono dalla metà del 1700), Santissimo Salvatore (Patrono dagli inizi del 1800).
- Milo: sant'Andrea apostolo.
- Mineo: santa Agrippina vergine e martire.
- Mirabella Imbaccari: Maria Santissima delle Grazie, san Giuseppe compatrono.
- Misterbianco: sant'Antonio abate.
- Motta Sant'Anastasia: sant'Anastasia.
- Nicolosi: sant'Antonio di Padova (patrono), sant'Antonio abate (compatrono), Maria Santissima delle Grazie (compatrona).
- Palagonia: santa Febronia vergine e martire (patrona), Maria Santissima delle Grazie (regina), Cristo alla Colonna (c'è una fortissima devozione).
- Paternò: santa Barbara vergine e martire.
- Pedara: Maria Santissima Annunziata.
- Piedimonte Etneo: sant'Ignazio di Loyola (patrono), san Sebastiano martire (compatrono).
  - frazione Presa: Maria Ss. delle Grazie (patrona), san Giuseppe (compatrono).
  - frazione Vena: Maria Ss. della Vena.
  - frazione San Gerardo: san Gerardo Maiella.
- Ragalna: Maria Santissima del Carmelo.
- Ramacca: san Giuseppe.
- Randazzo: Maria Santissima Assunta (patrona), san Giuseppe (protettore),
- Riposto: san Pietro apostolo.
- San Cono: san Cono Abate, Maria SS. delle Grazie (compatrona).
- San Giovanni la Punta: san Giovanni apostolo (patrono), san Sebastiano martire (compatrono), San Rocco (patrono della Frazione di Trappeto), Madonna delle Lacrime (patrona dell'omonimo quartiere della frazione di Trappeto).
- San Gregorio di Catania: san Gregorio Magno papa.
- San Michele di Ganzaria: san Michele arcangelo (patrono), San Francesco di Paola (compatrono)
- San Pietro Clarenza: santa Caterina vergine e martire.
- Sant'Agata li Battiati: san Lorenzo martire.
- Sant'Alfio: Santi Alfio, Cirino e Filadelfo fratelli martiri.
- Santa Maria di Licodia: san Giuseppe (patrono e protettore), Maria Santissima del Carmelo (patrona e Regina).
- Santa Venerina: santa Venera vergine e martire (patrona), san Sebastiano martire (compatrono)
  - frazione Linera: Santa Maria del Lume
  - frazione Dagala del Re: Maria Santissima Immacolata.
- Scordia: san Rocco (patrono), Maria Santissima, venerata nella chiesa di santa Maria Maggiore (compatrona)
- Trecastagni: san Nicola di Bari vescovo (patrono), santi Alfio, Cirino e Filadelfo (compatroni).
- Tremestieri Etneo: Santa Maria della Pace (compatrona), santa Barbara (patrona).
- Valverde: Maria Santissima di Valverde (patrona).
- Viagrande: San Mauro (patrono), san Biagio (compatrono).
- Vizzini: san Gregorio Magno papa (patrono), Maria SS. dell'Acqua (o dei Bagni)(compatrona), san Giovanni Battista e san Giuseppe (protettori).
- Zafferana Etnea: Maria Santissima della Provvidenza (patrona), sant'Antonio abate e san Giuseppe (compatroni).

## Provincia di Enna
- Enna: Maria Santissima della Visitazione (patrona), sant'Elia di Enna, beato Girolamo de Angelis, san Primo (compatroni) Maria Santissima di Valverde antica patrona fino al 1412.
- Agira: san Filippo d'Agira (patrono e protettore), san Filippo diacono, sant'Eusebio confessore e san Luca Casali da Nicosia abate (compatroni)
- Aidone: san Lorenzo martire, san Filippo apostolo protettore.
- Assoro: san Nicola da Tolentino, santa Petronilla vergine e martire.
- Barrafranca: Maria Santissima della Stella, sant'Alessandro papa.
- Calascibetta: san Pietro apostolo (patrono), Maria Santissima Assunta (compatrona).
- Catenanuova: san Prospero martire (patrono), Maria Santissima delle Grazie (compatrona).
- Centuripe: san Prospero da Centuripe martire, santa Rosalia vergine (Patroni aeque principales).
- Cerami: sant'Ambrogio vescovo, san Sebastiano martire.
- Gagliano Castelferrato: san Cataldo vescovo.
- Leonforte: Maria Santissima del Carmelo, san Giuseppe compatrono.
- Nicosia: san Nicola di Bari (patrono), san Felice da Nicosia (compatrono).
- Nissoria: san Giuseppe.
- Piazza Armerina: Patrona: Maria Santissima delle Vittorie. Compatroni: San Vincenzo Ferreri, sant'Andrea Avellino, San Gaetano di Thiene, San Francesco Saverio, San Giovanni di Dio, Sant'Ignazio di Loyola.
- Pietraperzia: san Rocco e Maria Santissima della Cava.
- Regalbuto: san Vito martire (patrono), Maria Santissima del Soccorso (compatrona).
- Sperlinga: san Giovanni Battista.
- Troina: san Silvestro abate ("civis et patronus" della città di Troina dal 1575, protettore dal 1420), Maria Santissima Assunta (castellana), San Nicola da Tolentino (antico patrono fino al 1575), San Michele Arcangelo (patrono originario della città fino al XIII secolo e protettore fino al 1420)
- Valguarnera Caropepe: san Cristoforo, san Giuseppe
- Villarosa: san Giacomo Maggiore (patrono)

## Provincia di Messina
- Messina: Maria Santissima della Lettera (patrona), santa Eustochia Smeralda Calafato (compatrona), san Placido martire (compatrono), sant'Alberto degli Abati (compatrono), san Francesco di Paola (compatrono), Camillo de Lellis (compatrono) e san Vincenzo Ferreri (compatrono)
- Acquedolci: San Benedetto il Moro (patrono)  san Giuseppe (compatrono)
- Alcara Li Fusi: san Nicolò Politi.
- Alì: sant'Agata vergine e martire.
- Alì Terme: san Rocco.
- Antillo: Maria Santissima della Provvidenza.
- Barcellona Pozzo di Gotto:  San Sebastiano Bimartire.
- Basicò: san Francesco d'Assisi, Maria Santissima di Basicò.
- Capizzi: San Nicola di Bari, San Giacomo apostolo protettore.
- Capo d'Orlando: Maria Santissima di Capo.
- Capri Leone: san Costantino, Maria Santissima Annunziata.
- Caronia: Santissimo Crocifisso, san Biagio vescovo e martire.
- Casalvecchio Siculo: sant'Onofrio eremita.
- Castel di Lucio: san Placido martire.
- Castell'Umberto: san Vincenzo Ferreri.
- Castelmola: san Giorgio martire, san Nicola di Bari vescovo.
- Castroreale: san Silvestro papa.
- Cesarò: san Calogero eremita.
- Condrò: san Vito martire (patrono), Maria Santissima di Tindari (protettrice).
- Falcone: san Giovanni Battista.
- Ficarra: Maria Santissima Annunziata.
- Fiumedinisi: Maria Santissima Annunziata.
- Floresta: sant'Anna.
- Fondachelli-Fantina: Maria Santissima della Provvidenza, santi Angeli custodi.
- Forza d'Agrò: Maria Santissima Annunziata, Santissimo Crocifisso.
- Francavilla di Sicilia: santa Barbara vergine e martire, sant'Euplio martire.
- Frazzanò: San Lorenzo da Frazzanò, san Calogero eremita compatrono.
- Furci Siculo: Maria Santissima del Rosario.
- Furnari: sant'Antonio di Padova.
- Gaggi: san Sebastiano martire.
- Galati Mamertino: san Giacomo maggiore apostolo.
- Gallodoro: San Teodoro martire, Maria Santissima Assunta.
- Giardini Naxos: Maria Santissima Raccomandata, san Giovanni Battista (compatrono)
- Gioiosa Marea: san Nicola di Bari.
- Graniti: san Sebastiano martire.
- Gualtieri Sicaminò: san Nicola di Bari.
- Itala: Maria Santissima della Lettera.
- Leni: Maria Santissima del Terzito.
- Letojanni: san Giuseppe.
- Librizzi: Maria Santissima della Catena.
- Limina: san Sebastiano martire.
- Lipari: San Bartolomeo apostolo.
- Longi: san Leone vescovo.
- Malfa: san Lorenzo martire.
- Malvagna: sant'Anna.
- Mandanici: santa Domenica vergine e martire.
- Mazzarrà Sant'Andrea: Maria Santissima delle Grazie.
- Merì: Maria Santissima Annunziata.
- Milazzo: San Papino martire (antico patrono e protettore), santo Stefano protomartire (patrono), san Francesco di Paola (compatrono).
- Militello Rosmarino: san Biagio martire.
- Mirto: santa Tecla vergine e martire.
- Mistretta: san Sebastiano martire, Santa Lucia (compatrona), Madonna dei Miracoli, San Maurizio (compatrono), San Liborio (compatrono), San Barnaba (ex compatrono).
- Mojo Alcantara: san Giuseppe.
- Monforte San Giorgio: sant'Agata vergine e martire, san Giorgio martire.
- Mongiuffi Melia: san Leonardo abate, san Sebastiano martire.
- Montagnareale: sant'Antonio abate.
- Montalbano Elicona: Maria Santissima della Provvidenza.
- Motta Camastra: san Michele Arcangelo
- Motta d'Affermo: san Luca evangelista (patrono), san Rocco (protettore)
- Naso: san Cono abate.
- Nizza di Sicilia: san Giuseppe, Maria Santissima Assunta.
- Novara di Sicilia: sant'Ugo abate (patrono), Maria Santissima Assunta (protettrice).
- Oliveri: san Giuseppe.
- Pace del Mela: Maria Santissima della Visitazione.
- Pagliara: san Sebastiano martire.
- Patti: santa Febronia vergine e martire.
- Pettineo: santa Oliva vergine e martire.
- Piraino: san Giuseppe.
- Raccuja: Maria Santissima Annunziata.
- Reitano: sant'Erasmo.
- Roccafiorita: Maria Santissima Immacolata, Maria Santissima dell'Aiuto.
- Roccalumera: sant'Antonio di Padova.
- Roccavaldina: san Nicola di Bari vescovo.
- Roccella Valdemone: Maria Santissima dell'Udienza, san Nicola di Bari vescovo.
- Rodì Milici: san Bartolomeo apostolo (patrono), san Filippo d'Agira (compatrono).
- Rometta: san Leone vescovo.
- San Filippo del Mela: Maria Santissima del Carmelo (patrona),  San Filippo d'Agira (compatrono).
- San Fratello: santi Alfio, Filadelfo e Cirino fratelli martiri, san Benedetto da San Fratello.
- San Marco d'Alunzio: san Marco evangelista, san Nicola di Bari vescovo.
- San Pier Niceto: san Pietro apostolo.
- San Piero Patti: san Pancrazio vescovo e martire, san Biagio vescovo e martire.
- San Salvatore di Fitalia: san Calogero eremita.
- San Teodoro: san Gaetano da Thiene, San Teodoro martire.
- Sant'Agata di Militello: san Giuseppe.
- Sant'Alessio Siculo: Maria Santissima del Carmelo.
- Sant'Angelo di Brolo: san Michele Arcangelo.
- Santa Domenica Vittoria: sant'Antonio abate (patrono), santa Domenica vergine e martire (compatrona).
- Santa Lucia del Mela: santa Lucia vergine e martire, san Biagio vescovo e martire.
- Santa Marina Salina: santa Marina vergine e martire.
- Santa Teresa di Riva: Maria Santissima del Carmelo.
- Santo Stefano di Camastra: san Nicola di Bari vescovo.
- Saponara: san Nicola di Bari vescovo.
- Savoca: santa Lucia vergine e martire.
- Scaletta Zanclea: Maria Santissima del Carmelo.
- Sinagra: san Leone vescovo.
- Spadafora: san Giuseppe.
- Taormina: san Pancrazio vescovo e martire.
  - frazione di Trappitello: Sacro cuore di Gesù (patrono), Santa Venera.
- Terme Vigliatore: Maria Santissima delle Grazie.
- Torregrotta: san Paolino vescovo.
- Torrenova: Maria Santissima Addolorata.
- Tortorici: san Sebastiano martire.
- Tripi: san Vincenzo martire.
- Tusa: Maria Santissima Assunta.
- Ucria: Nostro Signore della Pietà.
- Valdina: san Pancrazio vescovo e martire.
- Venetico: Maria Santissima del Carmelo, san Nicola di Bari vescovo.
- Villafranca Tirrena: san Nicola di Bari vescovo.

## Provincia di Palermo
- Palermo: Immacolata (Patrona Primaria, il cui Patronato sta al di sopra tutti i Santi Patroni della Città di Palermo. l'Immacolata è Patrona anche di tutto il territorio Diocesano dell'arcidiocesi di Palermo ed è Patrona anche dell'intera Isola della Regione Sicilia). Santa Rosalia (Patrona Principale della Città, il cui Patronato è al di sopra della numerosa schiera di Patroni che Palermo ha); sant'Agata vergine e martire, santa Ninfa vergine e martire, santa Oliva vergine e martire, santa Cristina vergine e martire (Santi Compatroni principali); san Benedetto da San Fratello, san Francesco di Paola, sant'Onofrio re eremita, sant'Agatone papa, San Sebastiano martire, Santa Venera (Santi Compatroni secondari)[1][2].
- Alia: Maria Santissima delle Grazie.
- Alimena: santa Maria Maddalena.
- Aliminusa: sant'Anna.
- Altavilla Milicia: Maria Santissima della Milicia.
- Altofonte: sant'Anna.
- Bagheria: san Giuseppe.
- Balestrate: Maria Santissima Addolorata.
- Baucina: san Marco Evangelista compatrona santa Fortunata vergine e martire.
- Belmonte Mezzagno: Santissimo Crocifisso.
- Bisacquino: santa Rosalia vergine, san Placido martire.
- Blufi: Maria Santissima dell'Olio.
- Bolognetta: sant'Antonio di Padova.
- Bompietro: Maria Santissima delle Grazie.
- Borgetto: Santa Maria Maddalena.
- Caccamo: San Nicasio martire (primario e principale Patrono e Protettore), san Giorgio martire (primario e principale Patrono), beato Giovanni Liccio (concittadino primario e principale patrono e protettore); san Teotista, San Rocco, santa Rosalia (compatroni).
- Caltavuturo: Maria Santissima del Soccorso.
- Campofelice di Fitalia: san Giuseppe.
- Campofelice di Roccella: santa Rosalia vergine.
- Campofiorito: san Giuseppe, santo Stefano protomartire.
- Camporeale: sant'Antonio di Padova.
- Capaci: sant'Erasmo vescovo e martire.
- Carini: san Vito martire.
- Castelbuono: sant'Anna, Guglielmo Gnoffi.
- Casteldaccia: san Giuseppe.
- Castellana Sicula: santa Barbara vergine e martire, san Francesco di Paola.
- Castronovo di Sicilia: san Vitale asceta.
- Cefalà Diana: san Francesco di Paola.
- Cefalù: Maria SS. Immacolata (patrona principale), Santissimo Salvatore (titolare della Cattedrale), S. Sebastiano, S. Rocco, S. Gaetano da Thiene (patroni secondari).
- Cerda: Maria Santissima Addolorata.
- Chiusa Sclafani: san Giuseppe, san Nicola di Bari vescovo.
  - San Carlo: san Carlo Borromeo.
- Ciminna: san Vito martire.
- Cinisi: santa Fara vergine.
- Collesano: Maria Santissima dei Miracoli, san Vincenzo martire.
- Contessa Entellina: San Nicola di Mira.
- Corleone: san Leoluca abate, san Bernardo da Corleone.
- Ficarazzi: Santissimo Crocifisso, sant'Atanasio vescovo.
- Filaga: san Ferdinando re.
- Gangi: Spirito Santo, Maria Santissima Assunta (compatrona), san Cataldo vescovo.
- Geraci Siculo: san Bartolomeo apostolo e Maria Santissima Annunziata (patroni), san Giacomo maggiore apostolo (protettore).
- Giardinello: san Giuseppe, Sacra Famiglia.
- Giuliana: Madonna dell'Udienza e santa Giuliana vergine e martire.
- Godrano: san Giuseppe.
- Gratteri: san Giacomo apostolo.
- Isnello: san Nicola di Bari.
- Isola delle Femmine: san Pietro apostolo, Maria Santissima delle Grazie.
- Lascari: Santissimo Crocifisso.
- Lercara Friddi: Maria Santissima Immacolata.
- Marineo: san Ciro eremita, san Giorgio martire.
- Mezzojuso: san Nicola di Mira.
- Misilmeri: san Giusto martire.
- Monreale: san Castrense.
- Montelepre: Santissimo Crocifisso.
- Montemaggiore Belsito: sant'Agata vergine e martire, Santissimo Crocifisso.
- Palazzo Adriano: san Nicola di Mira.
- Partinico: san Leonardo abate.
- Petralia Soprana: santi Pietro e Paolo apostoli.
- Petralia Sottana: Maria Santissima dell'Alto, san Calogero eremita.
- Piana degli Albanesi: Maria SS Odigitria, san Demetrio megalomartire, san Giorgio megalomartire.
- Polizzi Generosa: beato Gandolfo.
- Pollina: san Giuliano.
- Prizzi: san Giorgio martire.
- Roccamena: san Giuseppe.
- Roccapalumba: Santissimo Crocifisso.
- San Cipirello: Maria Santissima Immacolata.
- San Giuseppe Jato: san Giuseppe, Maria Santissima della Provvidenza.
- San Mauro Castelverde: san Mauro abate.
- Santa Cristina Gela: santa Cristina vergine e martire.
- Santa Flavia: sant'Anna.
- Sciara: Santissimo Crocifisso.
- Scillato: Maria Santissima della Catena.
- Sclafani Bagni: Ecce Homo.
- Termini Imerese: beato Agostino Novello.
- Terrasini: Maria Santissima delle Grazie.
- Torretta: san Calogero eremita.
- Trabia: Santissimo Crocifisso.
- Trappeto: Maria Santissima Annunziata.
- Ustica: san Bartolomeo apostolo e martire.
- Valledolmo: sant'Antonio di Padova.
- Ventimiglia di Sicilia: Maria Santissima del Rosario.
- Vicari: san Giorgio martire, santa Rosalia vergine.
- Villabate: san Giuseppe.
- Villafrati: San Giuseppe.

## Provincia di Ragusa
- Ragusa: San Giovanni Battista e San Giorgio, Maria Santissima della Medaglia (Compatrona dell'intera città) e Santa Gaudenzia (Compatrona dell'antico quartiere di Ragusa Ibla).
- Acate: San Biagio vescovo e martire (patrono), San Vincenzo martire (protettore).
- Chiaramonte Gulfi: Maria SS. di Gulfi (Patrona Principale e Regina), San Giovanni Battista (protettore) e san Vito martire (patrono)
- Comiso: San Biagio vescovo e martire (patrono), Maria Santissima di Monserrato (compatrona)
- Giarratana: San Bartolomeo apostolo (patrono principale ab antiquo), Maria Santissima della Neve (compatrona)
- Ispica: Maria Santissima del Carmelo (patrona).
- Modica: San Giorgio martire (patrono principale), San Pietro apostolo, Madonna delle Grazie (patrona).
- Monterosso Almo: San Giovanni Battista (patrono e protettore), Maria SS. Addolorata (regina e patrona principale)
- Pozzallo: Maria Santissima del Rosario, San Giovanni Battista (patroni).
- Santa Croce Camerina: Santa Rosalia vergine, San Giuseppe (patroni), San Giovanni Battista (compatrono).
- Scicli: Maria Santissima delle Milizie (patrona principale), San Guglielmo da Noto (compatrono).
- Vittoria: San Giovanni Battista e santa Rosalia vergine (patroni).
  - frazione di Scoglitti: Santa Maria di Portosalvo (patrona principale e Regina).

## Provincia di Siracusa
- Siracusa: santa Lucia vergine e martire (Patrona principale e Concittadina di Siracusa, nonché Patrona secondaria dell'Arcidiocesi), san Sebastiano martire (Compatrono e Protettore della città, Patrono di Ortigia) san Marciano vescovo (Patrono principale dell'Arcidiocesi di Siracusa).
- Augusta: san Domenico di Guzman (patrono), san Sebastiano martire (compatrono).
- Avola: santa Venera vergine e martire (patrona), san Sebastiano martire (compatrono).
- Buccheri: sant'Ambrogio vescovo, Maria Santissima delle Grazie.
- Buscemi: Maria Santissima del Bosco.
- Canicattini Bagni: san Michele Arcangelo.
- Carlentini: santa Lucia vergine e martire (patrona), Maria Santissima di Roccadia (compatrona).
- Cassaro: san Giuseppe (patrono), sant'Antonio abate (protettore).
- Ferla: san Sebastiano martire (patrono), sant'Antonio abate (protettore).
- Floridia: Maria Santissima Immacolata.
- Francofonte: Maria Santissima della Neve (patrona), san Sebastiano martire (compatrono).
- Lentini: santi Alfio, Filadelfo e Cirino fratelli martiri (patroni), santa Tecla vergine e martire (compatrona), Madonna del Castello (compatrona).
- Melilli: san Sebastiano martire (patrono), sant'Antonio di Padova (compatrono).
- Noto: san Corrado Confalonieri (patrono), Maria Santissima della Scala (compatrona).
- Pachino: Maria Santissima Assunta (patrona), san Corrado Confalonieri (compatrono).
- Palazzolo Acreide: san Paolo apostolo (patrono principale), Maria Santissima Odigitria (ex patrona), san Sebastiano martire (protettore).
- Portopalo di Capo Passero: san Gaetano da Thiene.
- Priolo Gargallo: santo Angelo custode.
- Rosolini: san Luigi Gonzaga (patrono), san Giuseppe (protettore)
- Solarino: san Paolo apostolo.
- Sortino: santa Sofia vergine e martire.

## Provincia di Trapani
- Trapani: Maria Santissima di Trapani (patrona principale), Sant'Alberto degli Abbati (patrono principale), San Francesco di Paola (compatrono), Sant'Ignazio di Loyola (protettore), Maria SS. dei Sette Dolori, San Giuseppe.[3]
- Alcamo: Maria Santissima dei Miracoli.
- Buseto Palizzolo: Maria Santissima del Carmelo.
- Calatafimi Segesta: Maria Santissima di Giubino, Santissimo Crocifisso.
- Campobello di Mazara: san Vito martire.
- Castellammare del Golfo: Maria Santissima del Soccorso.
- Castelvetrano: san Giovanni Battista.
- Custonaci: Maria Santissima di Custonaci.
- Erice: Maria Santissima di Custonaci, Maria Santissima di Trapani.
- Favignana: Santissimo Crocifisso, Maria Santissima Immacolata.
- Gibellina: san Rocco.
- Marsala: Maria Santissima della Cava (patrona principale e speciale protettrice), san Giovanni Battista (copatrono e protettore), San Francesco di Paola (vice patrono della città, coprotetore e patrono del porto di Marsala).
- Mazara del Vallo: san Vito martire.
- Misiliscemi: san Giuseppe.
- Paceco: santa Caterina vergine e martire.
- Pantelleria: Maria Santissima della Margana, San Fortunato e Santa Cristina vergine e martire.
- Partanna: san Vito martire.
- Petrosino: Maria Santissima delle Grazie.
- Poggioreale: sant'Antonio di Padova.
- Salaparuta: san Giuseppe.
- Salemi: san Nicola di Bari vescovo.
- San Vito Lo Capo: san Vito martire.
- Santa Ninfa: Santa Ninfa martire.
- Valderice: Maria Santissima di Custonaci.
- Vita: san Vito martire.